# OHSAS 18001
OHSAS és un acrònim en anglès de Occupational Health and Safety Assessment Series que fou una especificació reconeguda internacionalment per sistemes de gestió de seguretat i salut en el treball. Es va utilitzar per tal de cobrir la no existència de cap norma internacional certificable per un tercer independent, fins que el març de 2018 fou publicada la norma ISO 45001, que va substituir-la i, durant 3 anys, les organitzacions van poder migrar a la nova norma de gestió de la salut i seguretat laborals.
Com l'ISO 45001 actual, l'OHSAS 18001 també era una norma compatible amb les ISO 9001 i 14001 corresponents a sistemes de gestió de qualitat i de gestió ambiental respectivament.
La norma OHSAS 18001 tenia els apartat següents:
- Planificació per identificar, avaluar i controlar els riscos
- Programa de gestió
- Estructura i responsabilitat
- Formació, conscienciació i competència
- Comunicació
- Control del funcionament
- Preparació i resposta davant emergències
- Mesurament, supervisió i millora del rendiment